# Лаша Бекаурі
Лаша Бекаурі (нар. 26 липня 2000) — грузинський дзюдоїст, олімпійський чемпіон 2020 та 2024 років, чемпіон Європи.

## Виступи на Олімпіадах
| Олімпіада  | Дисципліна      | Місце |
| ---------- | --------------- | ----- |
| Токіо 2020 | до 90 кг        | 1     |
| Париж 2024 | до 90 кг        | 1     |
| Париж 2024 | змішана команда | 9     |

## Зовнішні посилання
- Лаша Бекаурі на сайті International Judo Federation (англійська)
- Лаша Бекаурі на сайті JudoInside.com (англійська)
- Лаша Бекаурі на сайті AllJudo.net (французька)
- Лаша Бекаурі на сайті Olympics.com (англійська)
- Лаша Бекаурі на сайті Olympedia (англійська)